# Телевизионное агентство Урала
Телевизионное агентство Урала (ТАУ) — телекомпания областного значения в городе Екатеринбурге. Основана Иннокентием Шереметом в августе 1994 года. Специализируется преимущественно на создании материалов для криминальных новостей. В 1990-е — начале 2000-х годов очень популярная в Свердловской области ТАУ была активной участницей информационной войны между властями Свердловской области и города Екатеринбурга. В этом противостоянии телекомпания выступала на стороне областной власти, активно критикуя главу Екатеринбурга Аркадия Чернецкого. После того, как это противостояние завершилось, директор ТАУ И. Шеремет перешёл к похвалам в адрес Чернецкого. С 1999 года ТАУ взаимодействует с фондом Евгения Ройзмана «Город без наркотиков», создав этой организации значительное медийное освещение. Поддержка ТАУ этой организации продолжается и в 2010-е годы. В 2010-е годы телекомпания оказалась в тяжелом положении: резко сократилось её эфирное время, материалы стали подвергаться своего рода цензуре со стороны руководства телеканала ОТВ (единственный телеканал, на котором она сохранилась). В политическом отношении в 2010-е годы материалы ТАУ поддерживают «Единую Россию».

## Предыстория (1992—1994 годы)
В январе 1992 года свердловский журналист Иннокентий Шеремет основал новостную службу «Четвертого канала», первого коммерческого телеканала Екатеринбурга, и создал новостную программу под названием «Тик-Так». С самого начала эта передача отличалась своей специфической и неформальной подачей информации, контрастировавшей с официальными новостями от телекомпании СГТРК. Например, в ранних выпусках, Шеремет демонстративно выкидывал в находившееся рядом с ним мусорное ведро лист с только что зачитанной информацией, а в самих репортажах активно использовал разговорную и жаргонную лексику, порой на грани цензуры и этики. В 1993 году, по результатам объявленного в эфире конкурса, в качестве корреспондента к коллективу программы присоединился Влад Некрасов. К лету 1994 года, в результате накопившихся разногласий с руководителем «Четвертого канала» Игорем Мишиным, Шеремет принял решение о создании собственной независимой телекомпании.

## Возникновение и расцвет (1994—1999 годы)
1 сентября 1994 года в эфире екатеринбургского телеканала «АСВ» вышел первый выпуск новостей «9 ½» («Девять С Половиной»), произведённых ТАУ. Своё название новости «Девять С Половиной» получили от времени выхода в эфир — в 21:30. Качество изображения было выше, чем у конкурентов — Шеремет приобрел новое оборудование (для чего взял в банке кредит в размере 100 тысяч долларов США).
Отличительными чертами программы стал выбор тем для сюжетов, а точнее отсутствие каких-либо ограничений в этом выборе, за исключением тем, не имеющих отношения к Уралу. В 1996 году Шеремет предложил Телешевской увеличить продолжительность выпуска"9 ½" до 60 минут и выделить еще час в выходные дни. Телешевская согласилась только на 45 минут за 3 минуты рекламы в программе новостей. Соглашение достигнуто не было.
В 1997 году программа Шеремета перешла с АСВ на «10 канал» телекомпании «Губерния», где ей было предоставлено намного больше эфирного времени. Это позволило выпускать на экран так называемые спецпроекты — документальных фильмов на спортивную тематику, в том числе об установлении мировых рекордов, об экстремальных путешествиях и горных восхождениях, об известных преступниках Урала, рассказов о художественных акциях и перформансах. Среди них «Экстремальная башня», «Осенний кабриолёт», «Селенга — Диксон — Екатеринбург», «Гора Болванов». Например, тема гибели девяти туристов на Перевале Дятлова в 1959 году легла в основу нескольких фильмов ТАУ. За спецпроект «Экстремальная башня» в 1999 году Телевизионное агентство Урала получило премию ТЭФИ.

## Информационная война с властями Екатеринбурга
В 1995—2005 годах шла «информационная война» между администрацией Екатеринбурга, возглавляемой Аркадием Чернецким, и командой губернатора Свердловской области Эдуарда Росселя. Каждая сторона имела в своем распоряжении телеканалы, освещавшие её точку зрения. В этом противостоянии ТАУ поддержала областную власть и активно критиковала администрацию Екатеринбурга. Последняя ответила судебными исками. Например, в 2004 году суд обязал Иннокентия Шеремета и телеканал ОТВ, на котором выходила программа «9 ½» опровергнуть высказывания в адрес Аркадия Чернецкого и компенсировать главе Екатеринбурга моральный вред. Кроме того, Чернецкий писал заявления в правоохранительные органы с просьбой возбудить против Шеремета уголовное дело за клевету и оскорбление, но прокуратура отказывала в этом. В этот период программа Иннокентия Шеремета была очень популярна. С 5 июля 1999 года она стала выходить ещё на одном телеканале — принадлежащем властям области ОТВ, которое продолжается и в настоящий момент.
В сентябре 2003 года контрольный пакет акций телекомпании «10 канал-Губерния» приобрел Павел Федулев. В 2003 году в Екатеринбурге были выборы главы города, на которых основными конкурентами на выборах были Аркадий Чернецкий и кандидат областной власти Юрий Осинцев. В итоге ТАУ прекратило (до середины декабря 2003 года) вещать на телекомпании «10 канал-Губерния» и выходила только на «Областном телевидении». На «10 канале-Губерния» ТАУ вновь стало выходить за 6 дней до второго тура голосования и выпуск длился только 30 минут. Однако затем программа стала вновь часовой.
В 2005 году противостояние команд Росселя и Чернецкого закончилось. Как губернатор, так и мэр вступили в «Единую Россию». В августе 2005 года Россель получил звание «почётный гражданин Екатеринбурга», а в 2008 году (впервые с 1995 года) на выборах мэра Екатеринбурга не был выдвинут против Чернецкого прогубернаторский кандидат. По словам Шеремета, в августе 2005 года ему позвонили и предложили снизить накал новостных выпусков. После прекращения информационной войны резко изменились высказывания директора ТАУ Шеремета о Чернецком: жесткая критика сменилась похвалой. Например, Шеремет в 2016 году положительно отозвался о бывшем мэре Екатеринбурга, заявив, что не собирается «конкурировать с этим замечательным человеком, а тем более мешать ему» на выборах в Законодательное собрание Свердловской области.

## Упадок ТАУ в 2010-е годы: сокращение эфирного вещания, введение внешней цензуры
2010-е годы стали для ТАУ тяжелым временем. С 2010 года руководство «10 канала» не продлило договор с ТАУ и программа Шеремета осталась только на ОТВ. В 2010-е годы практически прекратились съемки спецпроектов.
Кроме того, в 2010-е годы материалы ТАУ активно подвергались своего рода цензуре со стороны властей телеканала ОТВ. Снятие материалов с эфира облегчалось тем, что ТАУ не могло ставить их в эфир телеканала по своему усмотрению. Каждый материал просматривался представителями телеканала ОТВ, которые могли не пропустить его в эфир. Этот факт подтвердил в 2012 году генеральный директор ОТВ Антон Стуликов, сообщивший, что канал покупает материалы Шеремета и может распоряжаться ими по своему усмотрению. При этом Стуликов сообщил, что «Если эти материалы не соответствуют действительности, мы можем их снять с эфира. И за последние два года это происходило не один раз». Толчком к изменению содержания телепередачи стало вступление с 1 ноября 2012 года в силу закона о защите детей от вредной информации. Руководству телеканала ОТВ поступило сообщение от областного управления Роскомнадзора о необходимости перенести телепрограмму Шеремета на 23:00. Шеремет выступил против такого переноса, так как в этом случае другие СМИ смогут раньше него оповещать население о событиях. Этот спор кончился тем, что телепередача продолжила выходить в 21:30, но Шеремету пришлось дать обещание изменить её содержание. Ещё одно ограничение связано с освещением деятельности фонда «Город без наркотиков». В мае 2013 года Евгений Ройзман заявил, что сразу после того, как Свердловскую область возглавил Евгений Куйвашев (это произошло в 2012 году) Шеремету «администрацией губернатора был озвучен жесточайший запрет на упоминание Фонда и публикацию фондовских видеоматериалов».
На содержание программы «9 ½» оказывает влияние необходимость учитывать интересы властей Свердловской области, которым принадлежит телеканал ОТВ. Шеремет в 2012 году подтвердил это, отметив «В этом вопросе я вынужден принимать правила игры». Тем более, что и после 2012 года сохранилась практика предварительного изучения и в некоторых случаев недопуска в эфир материалов программы Шеремета со стороны телеканала ОТВ. Например, в 2014 году юридическая служба телеканала не пропустила сюжет Шеремета о родившейся в Екатеринбурге Юлии Липницкой за использование в нём кадров федеральных телекомпаний с олимпийской символикой. Кроме того, на телеканале ОТВ программа «9 ½» является не единственным выпуском областных новостей. По состоянию на 2015 программа «События» на этом телеканале выходила 17 раз в сутки, то есть намного чаще, чем новости Шеремета. При этом подавляющее большинство зрителей ОТВ не желает, чтобы телеканал больше внимания уделял криминальным новостям — по данным социологического исследования только 1 % опрошенных зрителей телеканала хотел бы больше видеть в эфире криминальных новостей.

## Попытка ТАУ выйти в федеральный телеэфир (2012 год)
В 2012 году ТАУ попыталось выйти на федеральный уровень. 19 марта 2012 года на федеральном телеканале Перец вышел первый выпуск программы В. Некрасова «Чо происходит?». Программе было выделено 30 минут (с учётом рекламы), причем выходить она должна была ежедневно по будням. Содержание передачи походило на «9 ½» — такие же «околокриминальные» новости, только в отличие от программы Шеремета, в «Чо происходит?» половина эфирного времени была посвящена событиям из Свердловской области, а вторая половина событиям из других регионов России. Новости из Свердловской области поставляло ТАУ, а из других регионов иные информационные агентства. Программа просуществовала меньше года. Тем не менее, деньги «Перца» позволили ТАУ функционировать три с половиной года. Программа «Чо происходит?» также выходила на телеканале СТС International в 2012 году.

## ТАУ в Интернете
В условиях нехватки эфирного времени программа Шеремета активно продвинулась в Интернет. С 2010 года действует новый сайт ТАУ. В 2010 году сюжеты из новостей «Девять с половиной» стали ежедневно выгружаться на собственный канал «TAUEKB» на видеопортале YouTube. За первые пять лет существования этот канал собрал более 100 000 подписчиков и более 250 млн просмотров. 24 мая 2010 года ТАУ создало собственный YouTube-канал, куда стало выкладывать новостные сюжеты. По состоянию на март 2023 года канал имел более 659 тысяч подписчиков.
Однако продвижению мешали блокировки со стороны портала. Они имели место в 2014 году, но стали особенно продолжительными в 2015 году. В ответ Иннокентий Шеремет обвинил Google в подчинении интересам «педофильского лобби», заявив: «я вам точно говорю: педофилы сформировали в Гугле своё лобби». В январе 2017 года Шеремет подтвердил факт блокировок, сообщив, что на YouTube весь канал ТАУ блокируют по несколько раз в год на 2 — 3 недели.
В августе 2021 года Шеремет сообщил, что имеет место неуведомление подписчиков YouTube о новых видео ТАУ и о низкой доходности роликов на YouTube

…у нас колоссальные успехи в виде цифр на YouTube, но YouTube по ряду причин не дает продвигать наше творчество. У нас больше 550 тыс. подписчиков, но ни один из них не получает ни разу в месяц ни одного уведомления о том, что мы сделали новый ролик, а мы делаем их по 15-20 в день. Плюс практически ни один наш ролик не монетизируется из-за наших тем.

## Поддержка ТАУ фонда «Город без наркотиков» Евгения Ройзмана
Серьёзную информационную поддержку ТАУ получили появившийся в Екатеринбурге в 1999 году фонд «Город без наркотиков» и его глава Евгений Ройзман, позднее ставший депутатом Государственной думы Российской Федерации и главой Екатеринбурга. Сам Ройзман писал, что к Шеремету его в 1999 году привела журналистка ТАУ Кася Попова. Программа Шеремета одобряла такие методы сотрудников фонда, как приковывание наркозависимых наручниками. В 2003 году о деятельности фонда ТАУ сняло спецпроект в 4-х фильмах «Нарковойны». Известность, созданная программой Шеремета Ройзману, позволила ему сначала стать депутатом Государственной думы, а потом в 2013 году победить на выборах главы Екатеринбурга.
Поддержка со стороны программы Шеремета фонда «Город без наркотиков» фактически продолжилась даже после того, как Ройзман перешёл в оппозицию к «Единой России». В 2011 году ТАУ организовало в Екатеринбурге проект «Чай на ТАУ» — несколько открытых мероприятий, на которые были приглашены в качестве выступающих в том числе сам Ройзман и его соратник Евгений Маленкин, причем Шеремет и его подчиненные были ведущими. По состоянию на 2016 год на сайте ТАУ написано: «дружба ТАУ с Фондом продолжается и по сю пору». Дружба эта выражается в разных формах. Например, в 2012 году Шеремет получил из Следственного комитета Российской Федерации запрос о предоставлении видеосюжетов ТАУ для решения вопроса о возбуждении уголовного дела против Евгения Ройзмана. Шеремет тут же оповестил об этом запросе общественность, опубликовав текст запроса в социальной сети.
Симпатия между Ройзманом и ТАУ носит взаимный характер. В вышедшей в 2014 году книге Е. Ройзман сообщает о Шеремете: «Все эти годы в самых тяжелых ситуациях он всегда был с нами. Не хитрил, не лукавил, не отъезжал. Он просто был одним из нас. Мы делали свою часть работы, он делал свою. Мы делали общее дело. Мы уважаем Шеремета. Мы уважаем Влада Некрасова и всех ребят и девчонок. А „ТАУ“ (Телевизионное Агентство Урала) — любим».
Руководству телеканала ОТВ «дружба» Ройзмана и Шеремета видимо не особенно нравится. В 2012 году ОТВ не стало показывать два сюжета, которые ТАУ сняло о фонде «Город без наркотиков».

## Возможность закрытия ТАУ в 2021 году
В августе 2021 года Иннокентий Шеремет объявил о закрытии после 1 сентября 2021 года в связи с финансовыми трудностями Телевизионного агентства Урала и прекращении выпуска новостей «9 ½». Комментируя закрытие ТАУ, Шеремет сказал, что последние 6 лет функционирования ТАУ испытывало финансовые трудности. Решить эти проблемы, по словам Шеремета, не удалось: федеральные власти отказали в выделении 5 млн рублей на ТАУ, а сбор добровольных пожертвований принес мало средств.  Шеремет 5 лет покрывал убытки ТАУ из своих средств, потратив к 2020 году на телеканал 12 миллионов рублей.
Однако в сентябре 2021 года Шеремет объявил, что нашёл финансирование и поэтому ни ТАУ, ни «9 ½» не закроются.

## Стиль программ ТАУ
Новостная телепередача Иннокентия Шеремета до 2012 года обладала целым рядом особенностей. Она специализировалась на криминальных новостях, с использованием черного юмора. Для привлечения зрителя демонстрировался шокирующий видеоряд «чернухи» (убийства, кровь, трупы), часто сопровождавшийся словами иронии со стороны репортера в отношении того или иного сюжета. В других СМИ её характеризовали как «„шоу новостей“, в котором немало жестких сцен и специфического чёрного юмора». Генеральный директор телеканала ОТВ, на котором она выходила, отмечал, что это «специфические новости», которые были «построены на оценках».
Толчком к изменению содержания телепередачи стало вступление с 1 ноября 2012 года в силу закона о защите детей от вредной информации. Руководству телеканала ОТВ поступило сообщение от областного управления Роскомнадзора о необходимости перенести телепрограмму Шеремета на 23:00. Шеремет выступил против такого переноса, так как в этом случае другие СМИ смогут раньше него оповещать население о событиях. Этот спор кончился тем, что телепередача продолжила выходить в 21:30, но Шеремету пришлось дать обещание изменить её содержание. Ещё одно ограничение связано с освещением деятельности фонда «Город без наркотиков». В мае 2013 года Евгений Ройзман заявил, что сразу после того, как Свердловскую область возглавил Евгений Куйвашев (это произошло в 2012 году) Шеремету «администрацией губернатора был озвучен жесточайший запрет на упоминание Фонда и публикацию фондовских видеоматериалов».
Кроме того, на содержание материалов ТАУ оказывает влияние необходимость учитывать интересы властей Свердловской области, которым принадлежит телеканал ОТВ. Шеремет в 2012 году подтвердил это, отметив «В этом вопросе я вынужден принимать правила игры». Тем более, что и после 2012 года сохранилась практика предварительного изучения и в некоторых случаев недопуска в эфир материалов программы Шеремета со стороны телеканала ОТВ. Например, в 2014 году юридическая служба телеканала не пропустила сюжет Шеремета о родившейся в Екатеринбурге Юлии Липницкой за использование в нём кадров федеральных телекомпаний с олимпийской символикой.

## Программы
- "Девять с половиной" на телеканалах ОТВ и ОТР (в Свердловской области);
- "Чо происходит?" на телеканалах Перец и СТС International (закрыта).

## Награды и премии
За свои достижения коллектив ТАУ был неоднократно отмечен наградами:
- первый приз в номинации «Лучшая программа о спорте» на Московском телевизионном Фестивале «Вся Россия» — за проект «Осенний кабриолёт» (май 1998 года);
- ТЭФИ — за спецпроект «Экстремальная башня» (1999 год).